# План дій щодо Гангу
План дій щодо Гангу (англ. Ganga Action Plan, GAP) — програма Уряду Індії, запущена в квітні 1985 року з метою зменшення забруднення Гангу. Програма була відкрита з великою помпою прем'єр-міністром Радживом Ганді. Для керування проектом була заснована Центральна гангська адміністрація (Central Ganga Authority, CGA), перейменована в 1995 році на Національну адміністрацію збереження річок (National River Conservation Authority).
За першою фазою програми (GAP-I) передбачалося створення водоочисних сподуд, здатних очищати 882 млн л/день в 25 найбільших містах басейну річки (міста «класу I» з населенням понад 100 тис. мешканців). Делі, що в найбільшій мірі забруднює річку, мав отворити більшу частину очисних споруд самостійно, на додаток до вказаних. За другою фазою (GAP-II) передбачалося створення споруд, здатних до очищення 1911 млн л/день у ряді менших міст басейну річки, ця фаза мала бути зкорегована на основі досвіду, отриманого при здійсненні першої фази. Перша фаза мала завершитися до 1990 року, друга — до 2000 року. Необхідні обсяги очищення води засновувалися на потребах 1985 року.
Станом на 2000 рік, на момент запланованого завершення плану, було витрачено 9,01 млрд рупій (близько 200 млн доларів) і створено приблизно 40 % запланованих очисних споруд. Багато із збудованих споруд опинилися залежними від постачання електроенергії, тоді як необхідних електрогенеруючих потужностей збудовано не було, і у літні місяці багато з очисних заводів не мають можливості працювати. Більш того, кількість стічних вод значно зросла, таким чином збудовані споруди опинилися нездатними впоратися із викидами, а весь план було визнано неуспішним.